# Saint-Denis Pleyel (metropolitana di Parigi)
Saint-Denis Pleyel è una stazione della linea 14, e in futuro anche della 15, 16 e 17, della metropolitana di Parigi.

## Storia della costruzione

### Grand Paris Express
Il 28 dicembre 2015, con il decreto n. 2015-1791,  il governo francese ha dichiarato di pubblica utilità il progetto il progetto Grand Paris Express, che prevedeva il prolungamento verso nord della linea 14 della metropolitana di Parigi, dalla stazione di Mairie de Saint-Ouen, capolinea, fino a quella di Saint-Denis Pleyel, che sarebbe diventata la nuova capolinea. Il progetto prevedeva anche un prolungamento della linea in direzione sud, dalla stazione Olympiades fino al nuovo capolinea, Aéroport d'Orly. Il prolungamento della linea 14 aveva come obiettivo quello di ridurre il carico di passeggeri sulla linea 13, quella più frequentata dell'intera rete metropolitana parigina, con circa 670 000 passeggeri giornalieri: il prolungamento avrebbe dovuto ridurre questa cifra di circa il 20-25%. I lavori per la realizzazione del progetto Grand Paris Express iniziano nel 2015, e si concluderanno circa nel 2030. In particolare, l'estensione della linea 14 sarebbe dovuta entrare in servizio nel 2017, ma a causa di vincoli tecnici e ambientali, ciò è stato rimandato prima al 2018 e poi al 2019. La pandemia di COVID-19, però, ha causato altri rallentamenti ai lavori, e il prolungamento della linea 14, comprensivo della stazione Saint-Denis Pleyel, è entrato in servizio il 24 giugno 2024, poco prima dell'inizio dei Giochi olimpici a Parigi.
La stazione, gestita dalla società francese Keolis, è stata inaugurata il 24 giugno 2024 insieme al prolungamento della linea 14, alla presenza del presidente della Repubblica francese Emmanuel Macron.

## Design
La stazione può ospitare circa 250 000 passeggeri al giorno, e le banchine si trovano a 27/28 metri sotto il terreno. Dotata di 56 scale mobili e 17 ascensori, è stata progettata dall'architetto giapponese Kengo Kuma, scelto in seguito ad un concorso internazionale. Entro il 2026, nell'atrio della stazione saranno collocate 108 statue, rappresentanti la divinità Venere, e realizzate dall'artista francese Prune Nourry. Nella banchina, invece, sono presenti murales (Générations) realizzati dallo spagnolo Sergio García Sánchez. Inizialmente era stata presa in considerazione l'idea di un'opera disegnata dal cantante belga Stromae, che però, a causa di problemi di salute, non ha partecipato al progetto.

## Galleria d'immagini

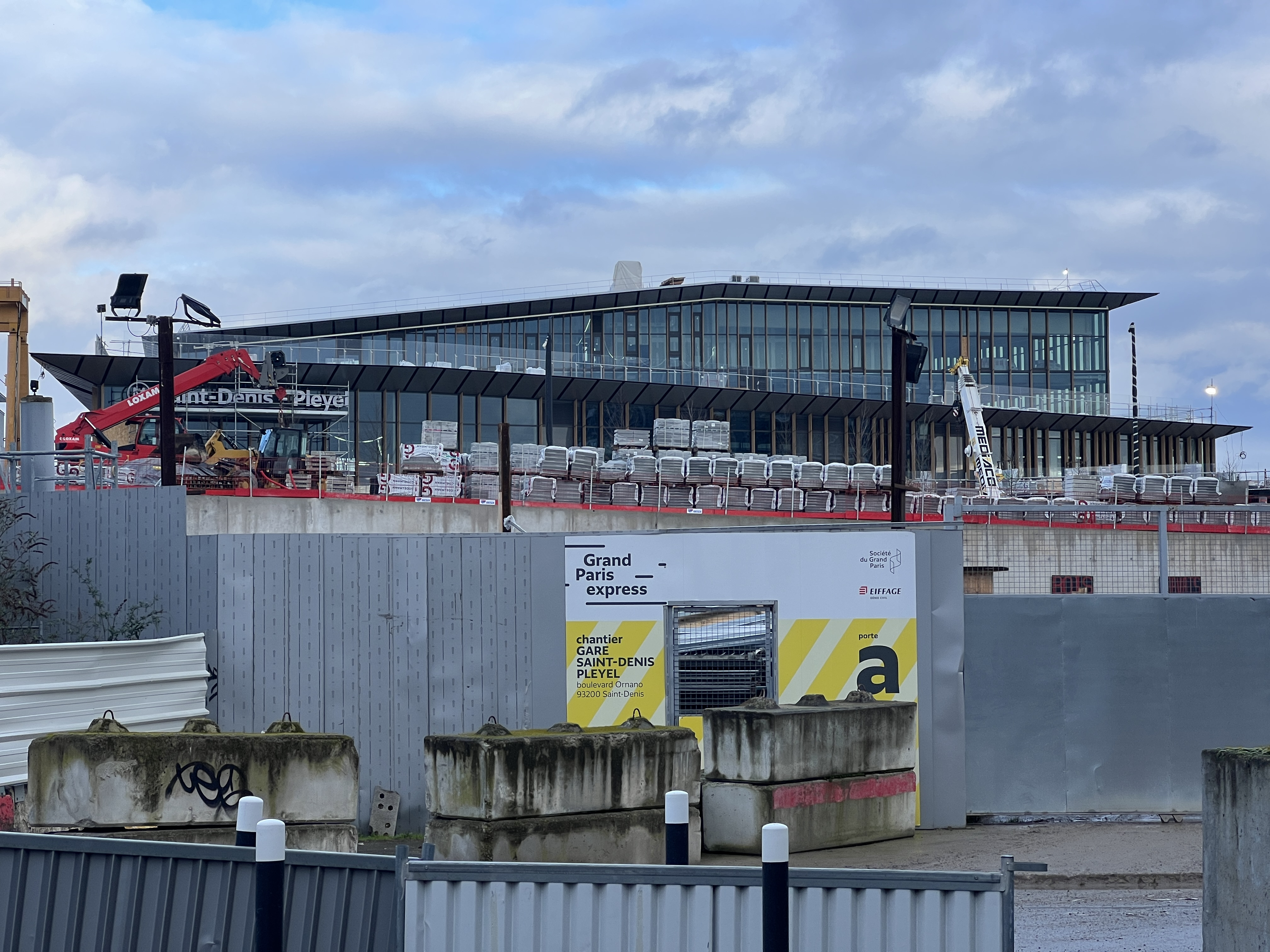
Cantiere di costruzione della stazione a febbraio 2024
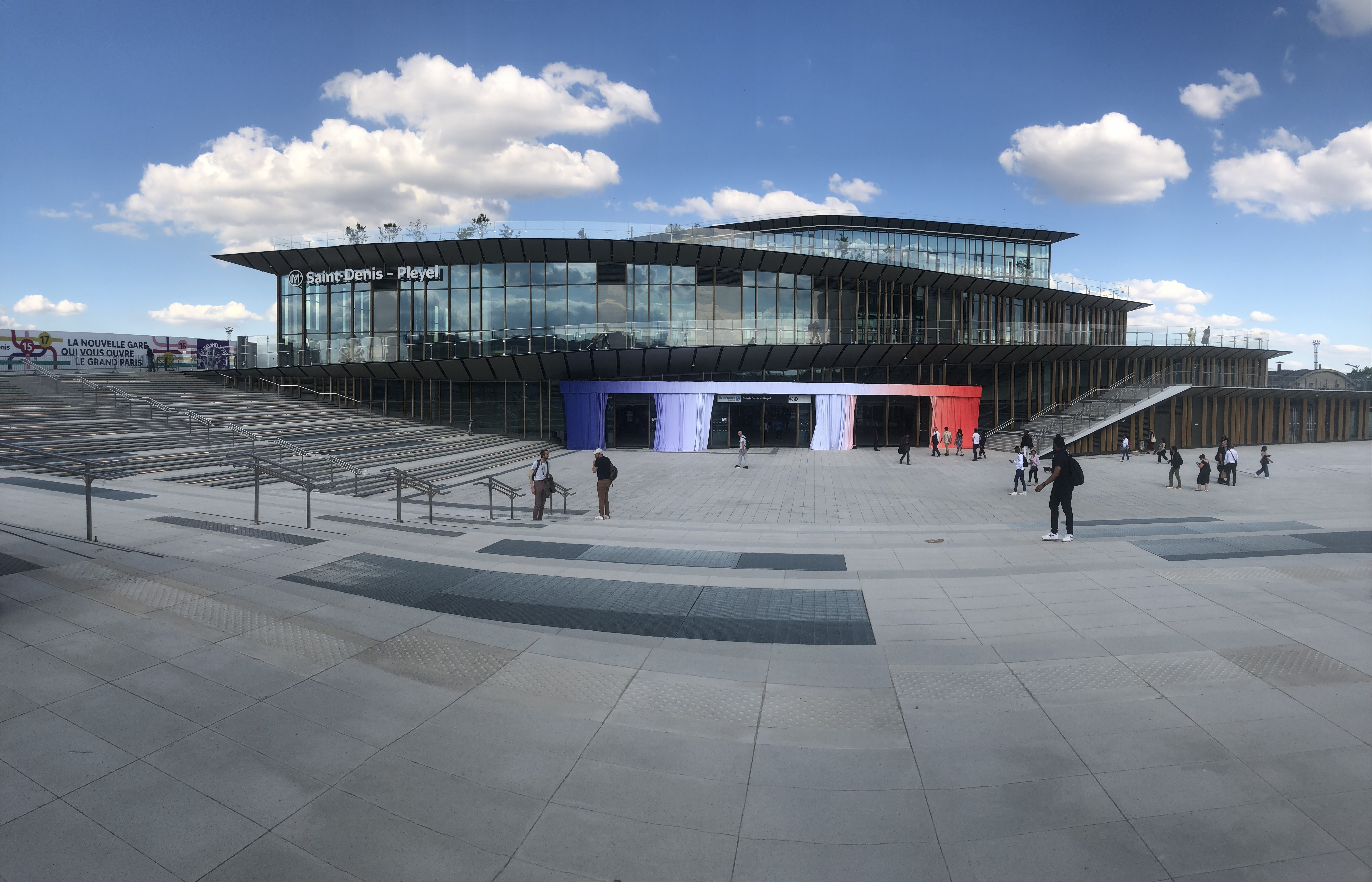
La stazione vista da fuori
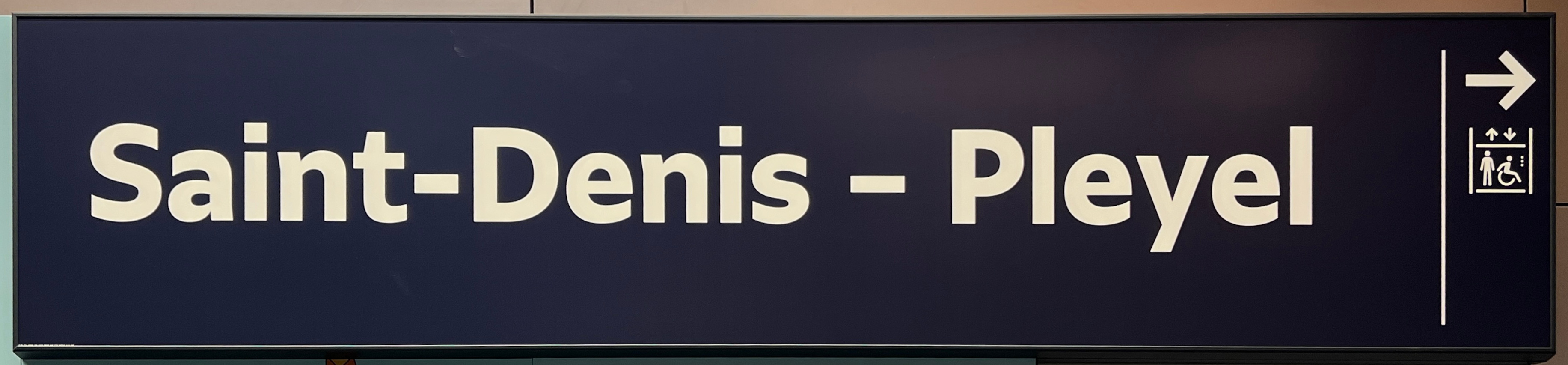
Cartello che indica la stazione
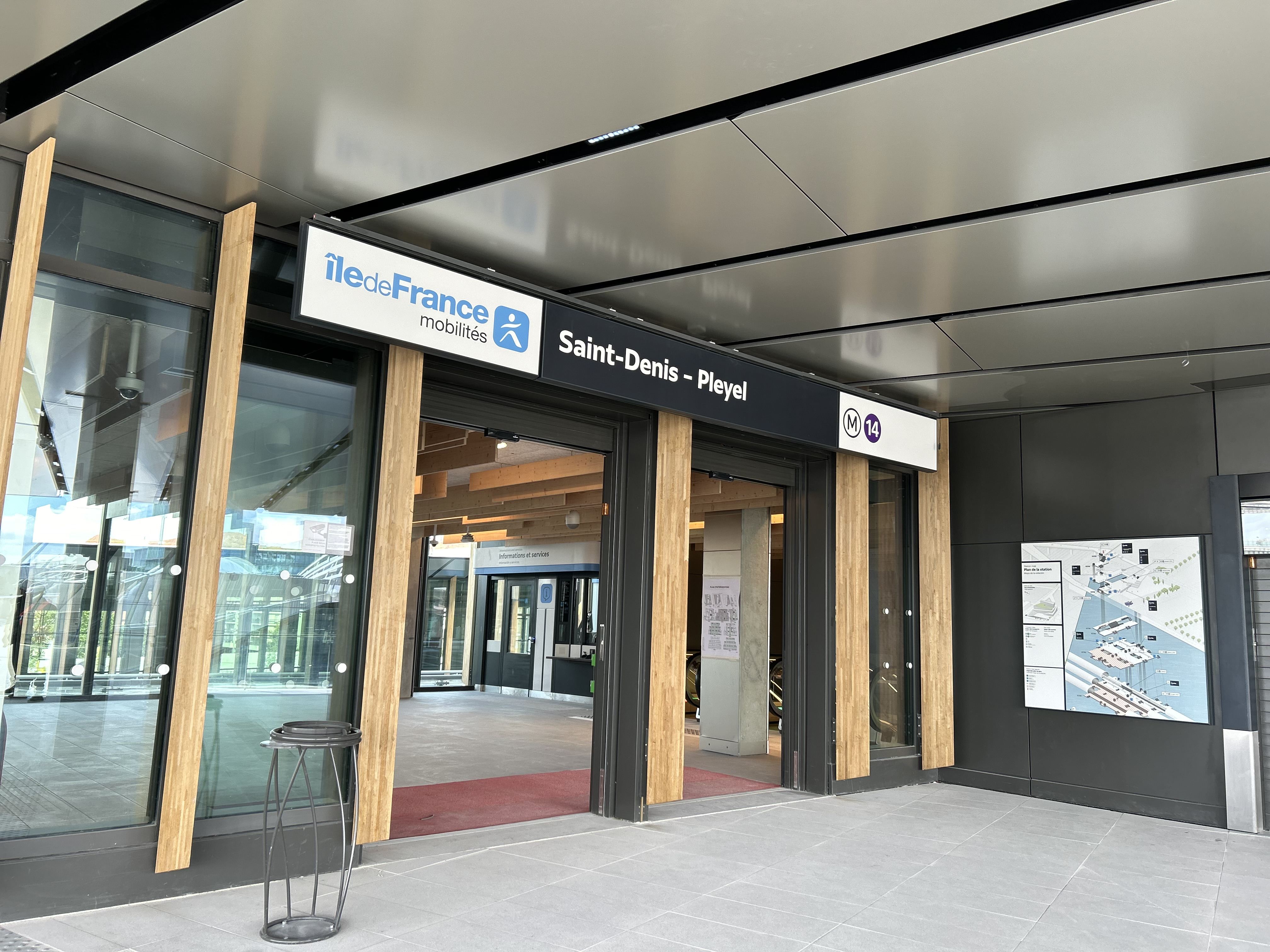
Una delle entrate della stazione
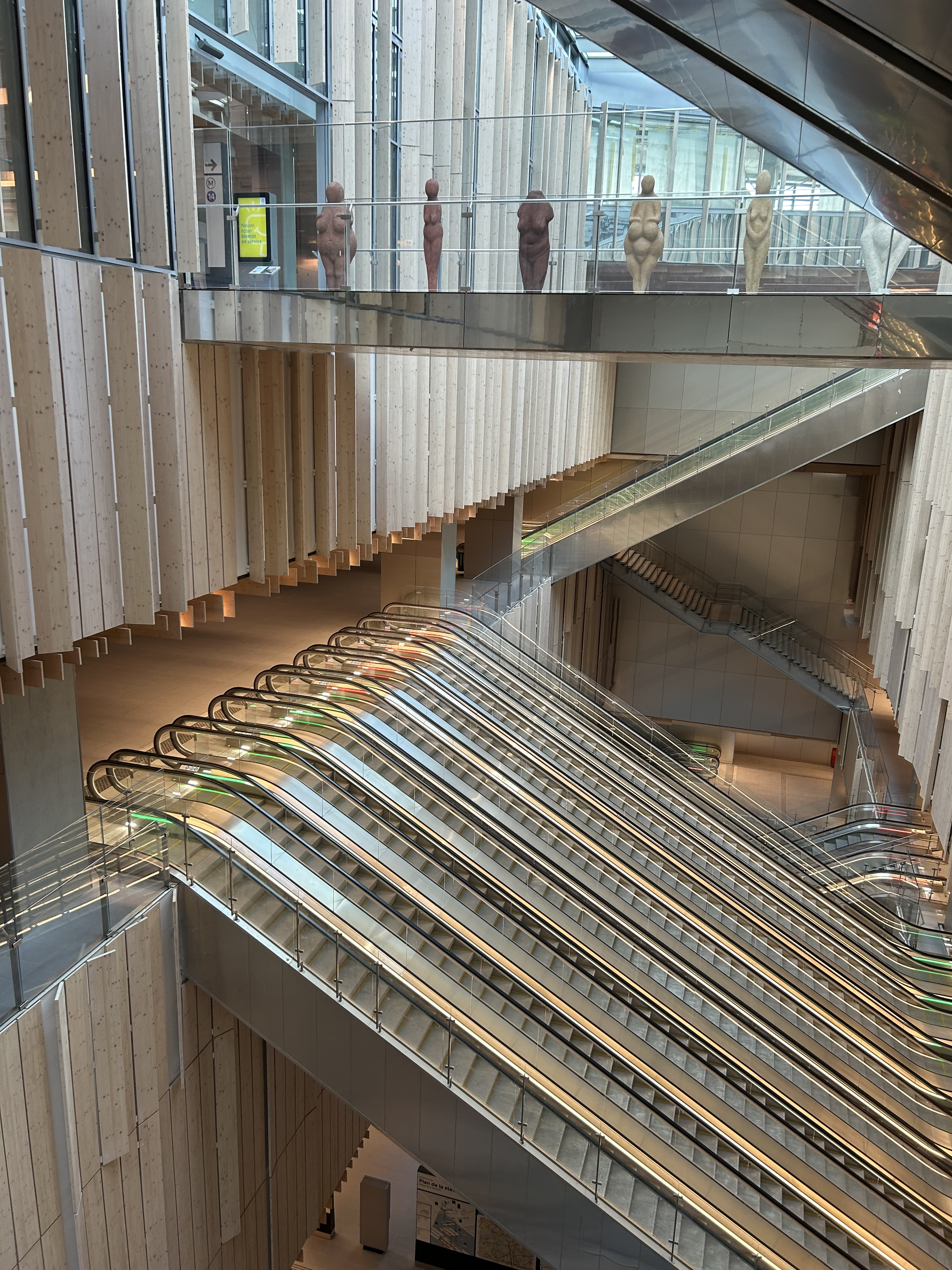
Scale mobili nella stazione, insieme ad alcune statue raffiguranti la divinità Venere
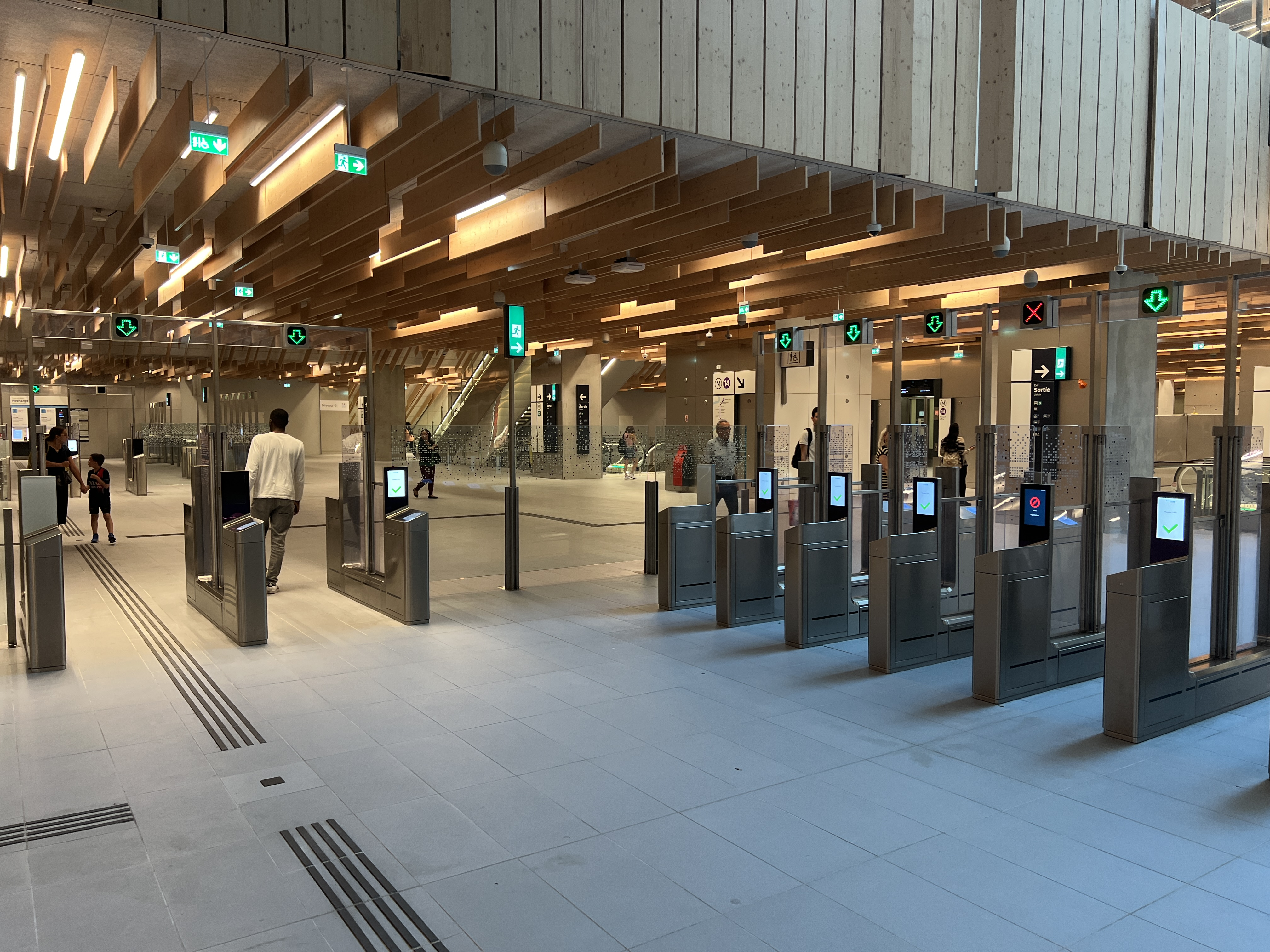
Tornelli d'ingresso e uscita della stazione
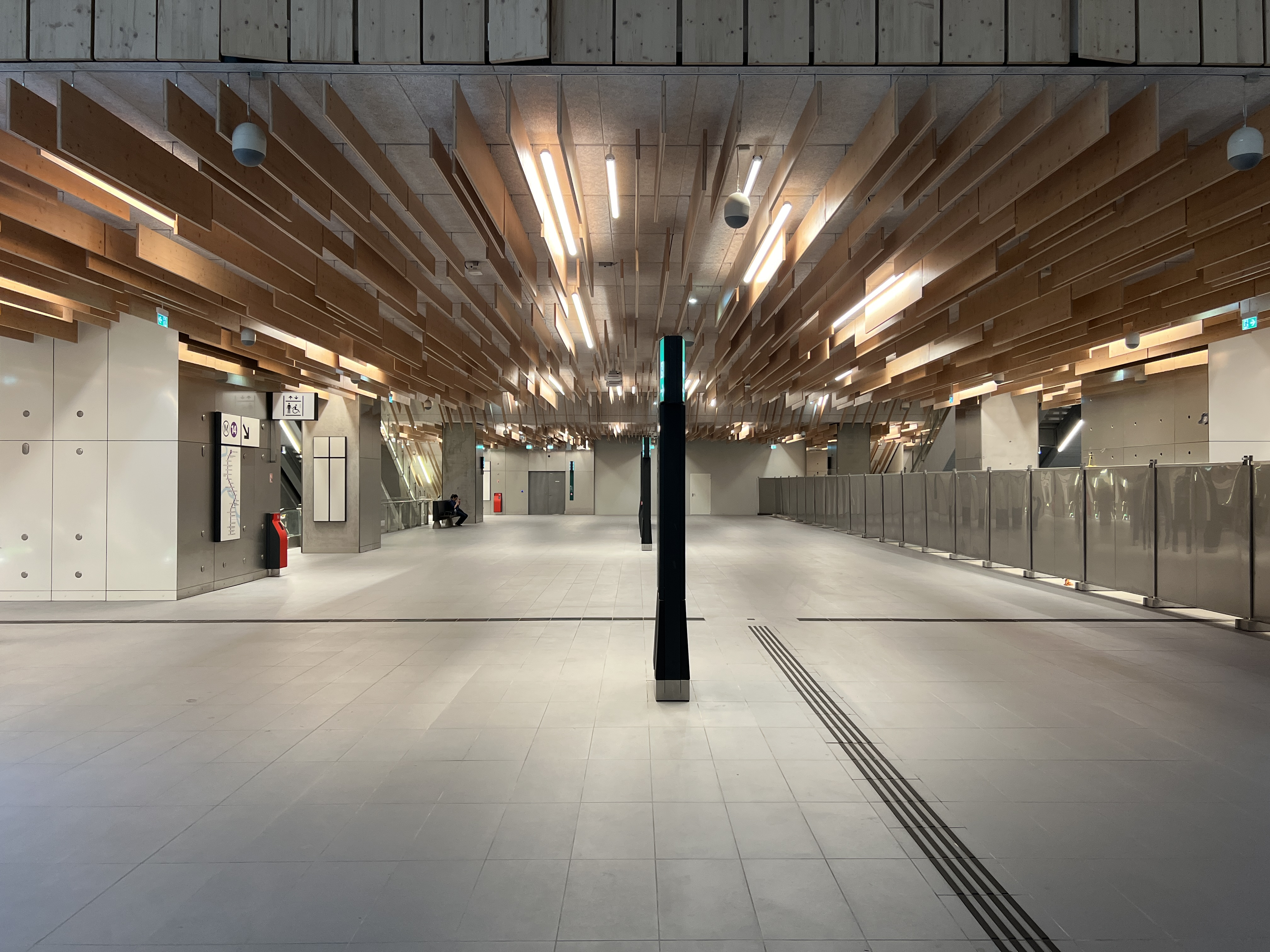
Interno della stazione
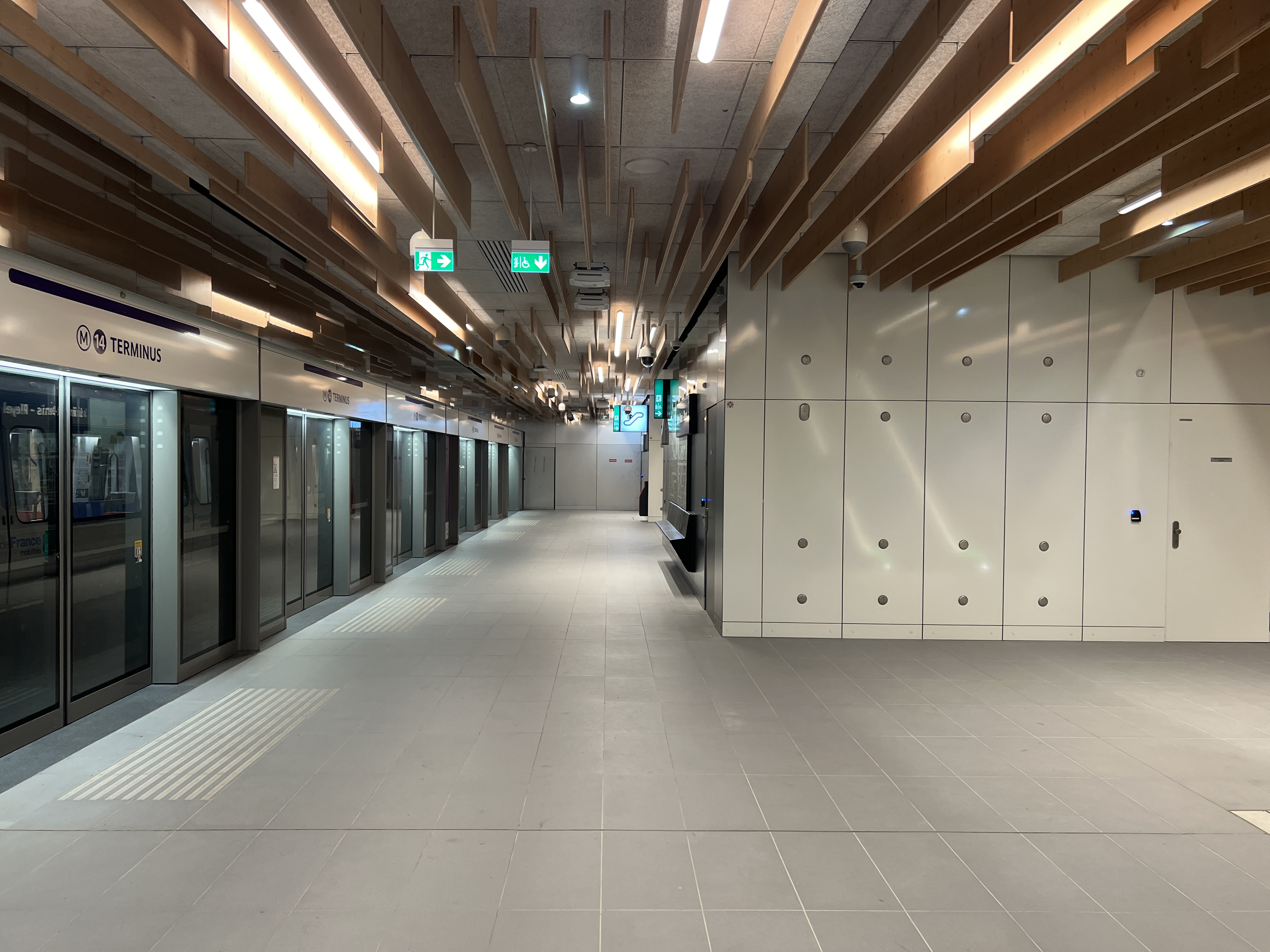
Piano banchine della stazione, con le porte di banchina